# Чампино (Кјети)
Чампино (итал. Ciampino) је насеље у Италији у округу Кјети, региону Абруцо.
Према процени из 2011. у насељу је живело 79 становника. Насеље се налази на надморској висини од 79 м.